# Шепелев (хутор)
Шепелев — село в Лискинском районе Воронежской области.
Входит в состав Ковалёвского сельского поселения.

## География

### Улицы
- ул. Советская (по данным генерального плана Ковалёвского сельского поселения)